# Igaz Sámuel (hírlapíró)
Igaz Sámuel (Erdőbénye, Zemplén megye, 1786. október 13. – 1826. január 7.) hírlapíró.

## Élete
Igaz Sámuel lelkész és Vitéz Sára fia. Gimnáziumi tanulmányait (kivévén a német nyelv kedvéért 13 éves korában Lőcsén töltött egy évet) atyja felügyelete alatt Miskolcon végezte; 1805-ben a debreceni kollégiumba ment a felsőbb tudományok hallgatására: egy évig köztanítóságot is viselt. 1810-ben borosjenői Tisza László fia Lajos (a későbbi bihari adminisztrátor, Tisza Kálmán atyja) mellé nevelőül hivatott meg. A nevelőséget Geszten kezdette, majd Debrecenben folytatta s Bécsben, illetőleg külföldön tett utazással fejezte be. Bécsben időzése alatt megismerkedett Márton Józseffel, az ottani egyetemi magyar nyelvtanárral, kinek rábeszélésére nevelői kötelezettségének letelte után Bécsben maradt és a magyar irodalomnak szentelte életét. Márton Józsefnek több művénél, különösen Lexikonai kidolgozásában segítő társa volt. 1821-ben Pánczél Dániel, a Magyar Kurírnak 1816 óta önálló szerkesztője, hogy a súlyosodó bélyegadó s az előfizetők számának csökkenése miatt mind válságosabb helyzetbe jutott lapjának lendületet adjon, felszólította Igazt, hogy vállalja el mellette a társszerkesztőséget; azóta a lap kiadásában minden munkát, a szerkesztőtől függetlenül és egyedül végzett 1824 szeptember végeig. 1824 elején még Kedveskedő c. melléklapot is adott a főlap mellé; azonban pártolás hiánya miatt az utóbbit még azon évben a 4. kötettel megszüntették, Igaz pedig a szerkesztéstől visszalépett. Sokkal nevezetesebb és kiválóbb emléke irodalmi munkásságának a Hebe c. szépirodalmi zsebkönyv alapítása és szerkesztése, melynek I. kötetét Zsebkönyv c. 1822-ben adta ki (csakhamar második kiadást ért); 1823-ban Hebe c. jelent meg és utána 1826-ig a többi három évfolyam is (cikkei ezekben 1822: Előszó, Első Ferencz hiv magyarjai közt 1820-ban, Blanka c. hosszabb ballada, Emlegetés c. költ., 1823. Mária, Magyarország királynéja, tört. rajz. 1826. Páratlan királyfi c. népmese). Noha Bécsben szellemi s anyagi erejének teljes megfeszítése mellett is újabb és újabb csalódások érték és az utolsó időkben szűk vagyoni körülményei miatt csak nehezen tarthatta fenn magát, mégis szivósan ragaszkodott a véglett ott maradás eszméjéhez. Miután azonban 1826 tavaszán Debrecenben az ott ez időtájt fölállított magyar literaturai tanszékre meghívást kapott, végre elszánta magát a hazájába való visszatérésre. De szándékát nem valósíthatta meg, mert néhány nappal utóbb, 1826. január 7-én egy váratlanul támadt orbáncbetegség véget vetett életének. Halála előtt kevéssel Zemplén megye táblabírósággal tisztelte meg.
Vízfestésű arcképét, mely 1820-25 között készülhetett, Miskolcon lakó atyjának megküldötte, mely azután nővére Szeremley Cs. Mihályné, Igaz Sára, végre pedig ennek fia, Szeremley József birtokába került. Karacs Teréz (ki Igaz Sámuellel, mint szüleinek is kedves barátjával 1824 októberétől 1825 júliusáig Bécsben Mártonéknál majd mindennap találkozott) Szinnyei József bibliográfushoz írt levelében kis termetű, igen kedves társalgású s nagy műveltségűnek írja.

## Munkája
- Kis biblia, avagy a keresztyénnek hite és kötelességei a szentírás szavaival. Ezt megelőzi: A bibliáról s annak olvasásáról való elmélkedés és az anyaszentegyháznak világos szava szent és nagytiszteletű tanítóinak munkáiban a biblia közönséges olvasásának kötelező és hasznos voltáról. Stevenson Vilmos után egybeszerkesztette s fordította. Bécs, 1820. (Teleki Sámuel gróf megbízásából fordította. 2. kiadás. Uo. 1821.)

Kéziratai s könyvei halála után Berthold morva gróf birtokába kerültek, a ki azokat árverés útján megvásárolván, morvaországi birtokára vitette; ezek közt saját iratain kívül, Kazinczynak és Edvi Illés Pálnak is több dolgozata volt.
Levele Kazinczy Ferenchez, Bécs, 1822. dec. 13. (Új M. Múzeum 1856. I. 146. 1.)